# Gustavus Myers

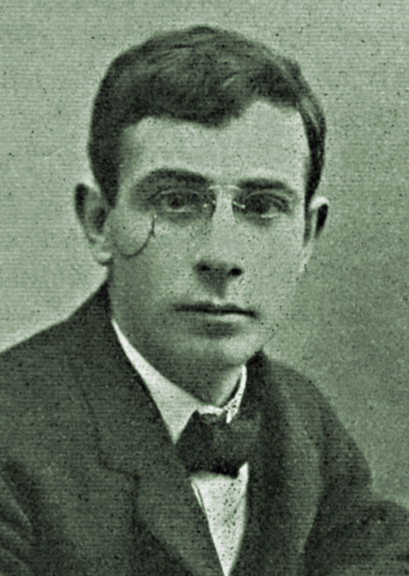
Gustavus Myers

Gustavus Myers (* 20. März 1872 in Trenton, New Jersey; † 7. Dezember 1942 in Bronx, New York City) war ein US-amerikanischer Journalist und Historiker, der einige einflussreiche Studien über Kapitalbildung veröffentlichte. Sein Name ist mit der Muckraking-Ära der amerikanischen Literatur verbunden.

## Biographie

### Frühe Jahre
Gustavus Myers wurde 1872 in Trenton, New Jersey, als Sohn von Abram und Julia Hillman Myers geboren.

### Karriere
1891 ging Myers als Reporter für den Philadelphia Record nach New York City, wo er für den Rest seines Lebens blieb. In den 1890er Jahren wurde Myers Mitglied der Volkspartei (People’s Party) (gemeinhin als „Populisten“ bezeichnet), später trat er in die Sozialistische Partei Amerikas (SPA) ein.
In der Dekade der 1910er Jahre wurde Myers zu einem der führenden Gelehrten der amerikanischen sozialistischen Bewegung. Er publizierte eine Reihe von Bänden für die Charles H. Kerr Publishing Company, den größten Herausgeber von marxistischen Büchern und Broschüren. Zwischen 1909 und 1914 veröffentlichte Myers drei Bände über die Geschichte der reichen Familien in den Vereinigten Staaten, ein weiterer Band zu dem Thema in Canada folgte. Es folgte ein Buch zur Geschichte des Supreme Court der Vereinigten Staaten. Diese Publikationen wurden über mehrere Jahrzehnte häufig im akademischen Kontext zitiert, mit der Veröffentlichung von Myers ‚History of the Great American Fortunes‘ in einem Band im Jahr 1936 erlangte sein Werk neue Aufmerksamkeit.
Myers Bruch mit der Sozialistischen Partei im Jahre 1917 geschah, weil die Partei gegen die amerikanische Intervention im Ersten Weltkrieg eintrat. Im Jahr 1918 unterstützte Myers  die amerikanischen Kriegsanstrengungen durch die Veröffentlichung eines Buches mit dem Titel The German Myth: The Falsity of Germany's "Social Progress" Claims. griff er das an, was er „Germany's Sinister Propaganda“ (Deutschlands üble Propaganda) nannte.
Myers erhielt 1941 ein Guggenheim-Stipendium, das er nutzte, um ein Buch mit dem Titel „Die Geschichte der Bigotterie in den Vereinigten Staaten“ (History of Bigotry in the United States.) zu schreiben. Myers starb, bevor die Arbeit veröffentlicht werden konnte; Random House publizierte die Arbeit erst nach seinem Tod.

### Tod und Nachlass
Gustavus Myers starb am 7. Dezember 1942 in Bronx, New York. Er war zum Zeitpunkt seines Todes 70 Jahre alt.
Myers Nachlass liegt beim American Heritage Center der University of Wyoming in Laramie. Zu den Archivalien gehören Fotografien der Handschriften von Myers und unveröffentlichten die Manuskripte von zwei Sachbüchern. Ein Findbuch ist vor Ort verfügbar.
Im Jahr 1984 wurde das „Gustavus Myers Center for the Study of Bigotry and Human Rights“ (für das Studium von Bigotterie und Menschenrechten) gegründet. Von 2001 bis 2008 vergab das Myers-Center jährlich Auszeichnungen für Bücher, die sich kritisch mit  Bigotterie in Amerika beschäftigten. 2009, dem Jahr des 25. Jahrestages des Myers Centers wurde das Zentrum geschlossen aus Mangel an finanziellen Mitteln.

## Werke
- History of Public Franchises in New York City. Reform Club Committee on City Affairs, New York 1900
- The History of Tammany Hall.  New York: self-published, 1901.  Revised edition, Boni and Liveright, 1917.
- History of the Great American Fortunes. Volume 1; Volume 2; Volume 3. Chicago: Charles H. Kerr & Co., 1909–1910; Single volume edition, New York, 1936[6]
- Beyond the Borderline of Life: A Summing Up of the Results of the Scientific Investigation of Psychic Phenomena. Boston: Ball Publishing Co., 1910.
- History of The Supreme Court of the United States. Chicago: Charles H. Kerr & Co., 1912.
- A History of Canadian Wealth. Chicago: Charles H. Kerr & Co., 1914. One volume only of a projected two volumes published.
- „A Study of the Causes of Industrial Accidents,“ Journal of the American Statistical Association, Vol. 14 (Sept. 1915), S. 672–694.
- The German Myth: The Falsity of Germany's "Social Progress" Claims. New York: Boni and Liveright, 1918.
- Ye Olden Blue Laws. New York: Century Co., 1921.
- The History of American Idealism. New York: Boni and Liveright, 1925.
- America Strikes Back: A Record of Contrasts. New York: Ives Washburn, 1935.
- The Ending of Hereditary American Fortunes. New York: J. Messner, 1939.
- History of Bigotry in the United States. New York: Random House, 1943. Published posthumously.